# Lance Storm
Lance Timothy Evers (Sarnia, 3 april 1969), beter bekend als Lance Storm, is een Canadees professioneel worstelaar die vooral bekend is van zijn tijd bij World Championship Wrestling, Extreme Championship Wrestling en World Wrestling Entertainment.

## In worstelen
- Finishers
  - Canadian Maple Leaf / Calgary Crab / Straight Shooter (Roll-through counter into a single-leg Boston crab)
  - Deep Impact (Spike piledriver; ECW)
  - Power-Plex (Suplex powerslam; ECW)

- Signature moves
  - Sharpshooter
  - Superkick
  - Cradle piledriver
  - Diving spinning wheel kick
  - Leg lariat
  - Springboard clothesline
  - Springboard dropkick
  - Star Kick (Dropsault)

- Managers
  - Major Gunns
  - Jason Knight
  - Dawn Marie
  - Ivory

## Erelijst
- Canadian Rocky Mountain Wrestling
  - CRMW Commonwealth Mid-Heavyweight Championship (4 keer)
  - CRMW International/North American Championship (1 keer)
  - CRMW North American Tag Team Championship (2 keer met Chris Jericho)

- Catch Wrestling Association
  - CWA Catch Junior Heavyweight Championship (2 keer)

- Extreme Championship Wrestling
  - ECW World Tag Team Championship (3 keer; 1x met Chris Candido en 2x met Justin Credible)

- Smoky Mountain Wrestling
  - SMW Beat the Champ Television Championship (1 keer)

- Wrestle Association R
  - WAR International Junior Heavyweight Tag Team Championship (1 keer met Yuji Yasuraoka)
  - WAR World Six-Man Tag Team Championship (1 keer met Kouki Kitahara en Nobutaka Araya)

- West Coast Wrestling Association
  - WCWA Tag Team Championship (1 keer)

- World Championship Wrestling
  - WCW Cruiserweight Championship (1 keer)
  - WCW Hardcore Championship (1 keer)
  - WCW United States Heavyweight Championship (3 keer)

- World Wrestling Entertainment
  - WWF Intercontinental Championship (1 keer)
  - WWE World Tag Team Championship (4 keer; 1x met Christian, 2x met William Regal en 1x met Chief Morley)